# Estación de Valdetorres
Valdetorres es un apeadero ferroviario situado en el municipio español de Valdetorres en la provincia de Badajoz, comunidad autónoma de Extremadura. Dispone de servicios de Media Distancia operados por Renfe.

## Situación ferroviaria
La estación se encuentra en el punto kilométrico 419,4 de la línea de ferrocarril de ancho ibérico Ciudad Real-Badajoz a 240,85 metros de altitud.

## Historia
La estación fue inaugurada el 21 de agosto de 1865 con la apertura del tramo Magacela-Mérida de la línea que buscaba unir Ciudad Real con Badajoz. La Compañía de los Caminos de Hierro de Ciudad Real a Badajoz fue la impulsora de la línea y su gestora hasta el 8 de abril de 1880 fecha en la cual fue absorbida por MZA. En 1941, la nacionalización del ferrocarril en España supuso la desaparición de MZA y su integración en la recién creada RENFE. Desde enero de 2005 el ente Adif es la titular de las instalaciones ferroviarias mientras que Renfe Operadora explota la línea. 

## Servicios ferroviarios

### Media Distancia
Los trenes de Media Distancia operados por Renfe tienen como principales destinos las ciudades de Alcázar de San Juan, Ciudad Real, Puertollano, Mérida y Badajoz.
| Línea MD | Trenes          | Origen/Destino                              |  | Destino/Origen |
| -------- | --------------- | ------------------------------------------- |  | -------------- |
|          | Regional Exprés | Puertollano                                 |  | Mérida Badajoz |
|          | Regional Exprés | Cabeza del Buey                             |  | Mérida Badajoz |
|          | MD              | Alcázar de San Juan Ciudad Real Puertollano |  | Mérida Badajoz |